# Enoplotrupes latus
Enoplotrupes latus är en skalbaggsart som beskrevs av Antoine Boucomont 1909. Enoplotrupes latus ingår i släktet Enoplotrupes och familjen tordyvlar. Inga underarter finns listade i Catalogue of Life.